# 走秀网
走秀网是中国一家经营在线购物网络和电子商务的公司，2008年3月由纪文泓和黄劲创办。走秀网销售包括鞋、包、装饰品、化妆品、家饰等中等到奢侈品牌的时尚产品。走秀网在纽约城、洛杉矶、迈阿密、澳大利亚、巴黎、伦敦、意大利、韩国、香港、日本有买方办公室。

## 资金和投资
2011年4月，凯鹏华盈中国基金对走秀网投资2千万美元。
2011年8月，走秀网因私人直接投资基金华平投资和风险投资凯鹏华盈中国基金联合投资，得到了1亿美元。这是中国电子商务产业最大的一笔第二轮融资，确保了走秀网在中国电子商务时尚产业的顶峰地位。

## 涉案
2017年8月17日，涉嫌走私案外逃的走秀网CEO纪文泓被捕。走秀网声明公司业务一切正常。